# 험볼트 브롱코스 버스 충돌 사고
2018년 4월 6일 캐나다 서스캐처원주 암리의 도로에서 버스와 트럭이 충돌하는 사고가 발생하였다. 버스는 주니어 아이스하키팀 험볼트 브롱크스의 선수와 코치 등이 타고 있었으며, 서스캐처원 주의 니파윈에 연고를 둔 주니어 아이스하키팀 니파윈 호크스와의 서스캐처원 주니어 하키 리그 경기를 위해 니파윈으로 향하던 중이였다. 이 사고로 운전자 2명을 포함하여 15명이 사망하고 14명이 부상을 입었다. 경기는 결국 취소되었다.

## 사망자 명단

### 선수
- 제이비어 라벨 (Xavier Labelle 18살, 등번호 3, 새스커툰 출신)[3][4]
- 애덤 헤럴드 (Adam Herold 16살, 등번호 5, 최연소 선수, 몽마르트르 출신)[3][5]
- 스티븐 웍 (Stephen Wack 21살, 등번호 7, 세인트앨버트 출신)[3][6]
- 제이컵 라이트 (Jacob Leicht 18살, 등번호 11, 험볼트 출신)[3][5]
- 코너 러컨 (Conner Lukan 21살, 등번호 12, 슬레이브레이크 출신)[3][5]
- 잭슨 조지프 (Jaxon Joseph 20살, 등번호 13, 에드먼턴 출신, 전 NHL 선수 크리스 조지프의 아들)[3][7]
- 에번 토머스 (Evan Thomas 18살, 등번호 17, 새스커툰 출신)[3][8]
- 로건 헌터 (Logan Hunter 18살, 등번호 18, 세인트앨버트 출신)[3][5]
- 로건 슈어츠 (Logan Schatz 20살, 등번호 20, 앨런 출신, 주장)[3][5]
- 로건 불릿 (Logan Boulet 21살, 등번호 27, 레스브리지 출신, 사고 후 기계적 인공호흡 및 장기기증 대기 중이였으나 사망)[3][9]

### 관련 인물
- 다시 호건 (Darcy Haugan 42살, 피스리버 출신, 단장 및 헤드 코치)[3][5][10]

- 마크 크로스 (Mark Cross 27살, 스트래즈버그 출신, 보조 코치)[3][5]

- 타일러 비버 (Tyler Bieber 29살, 험볼트출신, 107.5 볼트 FM의 스포츠 실황 중계 아나운서)[3][5]

- 브로디 힌즈 (Brody Hinz 18살, 험볼트 출신, 팀의 아마추어 통계 분석가, 107.5 볼트 FM 직원)[3][5][11]

- 글렌 도크슨 (Glen Doerksen 59살, 캐럿리버 출신, 찰리스 차터스의 버스 운전사, 캐럿 리버 아웃백 선더 하키팀 위원)[3][12][13]